# Moruca
Moruca est la capitale de la paroisse civile de Cinco de Julio de la municipalité de Caroní de l'État de Bolívar au Venezuela.